# Brasão de armas da Hungria

O atual Brasão de armas da Hungria foi adotado em julho de 1990, depois do fim do regime comunista.
Os brasões antes usados, ambos com ou sem a coroa de Santo Estevão, algumas vezes como parter de um maior e mais complexo brasão de armas, e com muitos elementos pertencentes à Idade Média húngara.
Usualmente se diz que as faixas pratas representam os quatro rios (Duna, Tisza, Dráva, Száva) e as colinas representam três cadeias de montanhas (Mátra, Tátra, Fátra), mas essa teoria é historicamente infundada.
O brasão de armas também destaca a cruz patriarcal à direita similar ao brasão de armas da Eslováquia.

## História
|  | O elemento mais antigo do brasão de armas é a cruz patriarcal, que mostra a influência bizantina. Ele apareceu por volta de 1190 durante o reinado do Rei Béla III. Em versões posteriores, três colinas e uma coroa apareceram na base da cruz. |
|  | As faixas vermelhas e brancas eram o símbolo dos Árpáds e foram usadas pela primeira vez no brasão de armas em 1202 no selo real do Rei Imre. O selo não incluía a cruz dupla, apenas as faixas, e tinha nove leões nas faixas vermelhas. No Touro Dourado do Rei André II da Hungria havia apenas sete leões de frente um para o outro, no meio das faixas de descrição. Esse brasão foi usado durante um curto período apenas; Béla IV usou o brasão com a cruz patriarcal de novo. |
|  | Quando a Casa de Árpád foi extinta e os Angevinos tomaram o poder, eles queriam dar ênfase à sua legitimicidade e sua relação com os antiga dinastia usando as faixas brancas e vermelhas do brasão de armas dos Árpáds. Eles, assim, combinaram esse brasão de armas com o seu próprio, usando um brasão que assemelha-se com o atual, mas no lugar da cruz, aparece as flores-de-lis do brasão dos Angevinos. |
|  | O brasão de armas com as faixas à esquerda e a cruz e as colinas na direita apareceu durante o reinado de Luís I(1342-1382). A coroa acima do brasão apareceu durante o reinado de Vladislau I(1440-1444). A versão final do brasão de armas foi definida durante o reinado do Rei Matias II da Hungria no começo do século XVII. Ele foi usado regularmente durante o reinado da Rainha Maria Teresa da Áustria. |
|  | Nos séculos seguintes, o brasão de armas da Hungria tornou-se mais e mais complexo. Incluiu o brasão dos territórios que se incorporaram ao Reino da Hungria, como Croácia, Dalmácia e a Eslavônia, e a conquistada Bósnia, mas o chamado "pequeno brasão de armas" sempre permaneceu como peça central. A imagem à esquerda mostra o Médio Brasão de Armas oficial (com algumas modificações) do Ausgleich (1867) que durou até o fim da primeira Guerra Mundial (1918). As outras partes eram os brasões da Dalmácia, Eslavônia, Bósnia, Fiume, Transilvânia e Croácia. Quando a Hungria tornou-se parte do Império Habsburgo, o brasão de armas passou a ser o deste império, mas depois ele tornou-se importante e permaneceu durante o reinado de José II. |
|  | Os brasões usados na era do segundo governo comunista (1949-1956) e depois da Revolução Húngara de 1956 (até 1990). |

Desde 1990 o histórico pequeno brasão de armas com a coroa sagrada vem servindo de símbolo oficial da República da Hungria.
Em sua primeira eleição democrática o parlamento teve um considerável debate sobre a permanência da Coroa Sagrada no brasão de armas. Os partidos de oposição liberais (SZDZ) propuseram a versão republicana em estilo Kossuth mas o governo conservador trouxe de volta a coroa ao brasão. Depois da unânime decisão de restaurar o brasão de armas com o coroa sagrada, todos os partidos e a própria população aceitaram bem a sua volta e hoje há um consenso sobre seu uso.